# Вайсблат Соломон Наумович
Соломо́н Нау́мович Ва́йсблат (нар. 14 січня 1888, Малин — 10 червня 1965, Київ) — український лікар-стоматолог. Доктор медичних наук. Професор. Заслужений діяч науки УРСР (1947).

## Біографічні дані
Народився 14 січня 1888 року в містечку Малині (нині місто Житомирської області України) в багатодітній сім'ї малинського рабина Вайсблата Н. Я..
В 1922 році закінчив Київський медичний інститут. Від 1927 року — завідувач першого щелепового відділення в Україні при Жовтнвій лікарні Києва. В 1929—1932 роках — завідувач кафедри щелепно-лицьової хірургії Київського інституту удосконалення лікарів. В 1932—1953 роках — завідувач кафедри хірургічної стоматології Київського стоматологічного інституту. Одночасно в 1938—1941 роках — декан стоматологічного факультету, заступник директора з наукової роботи. В 1938—1953 роках — головний стоматолог Міністерства охорони здоров'я УРСР.

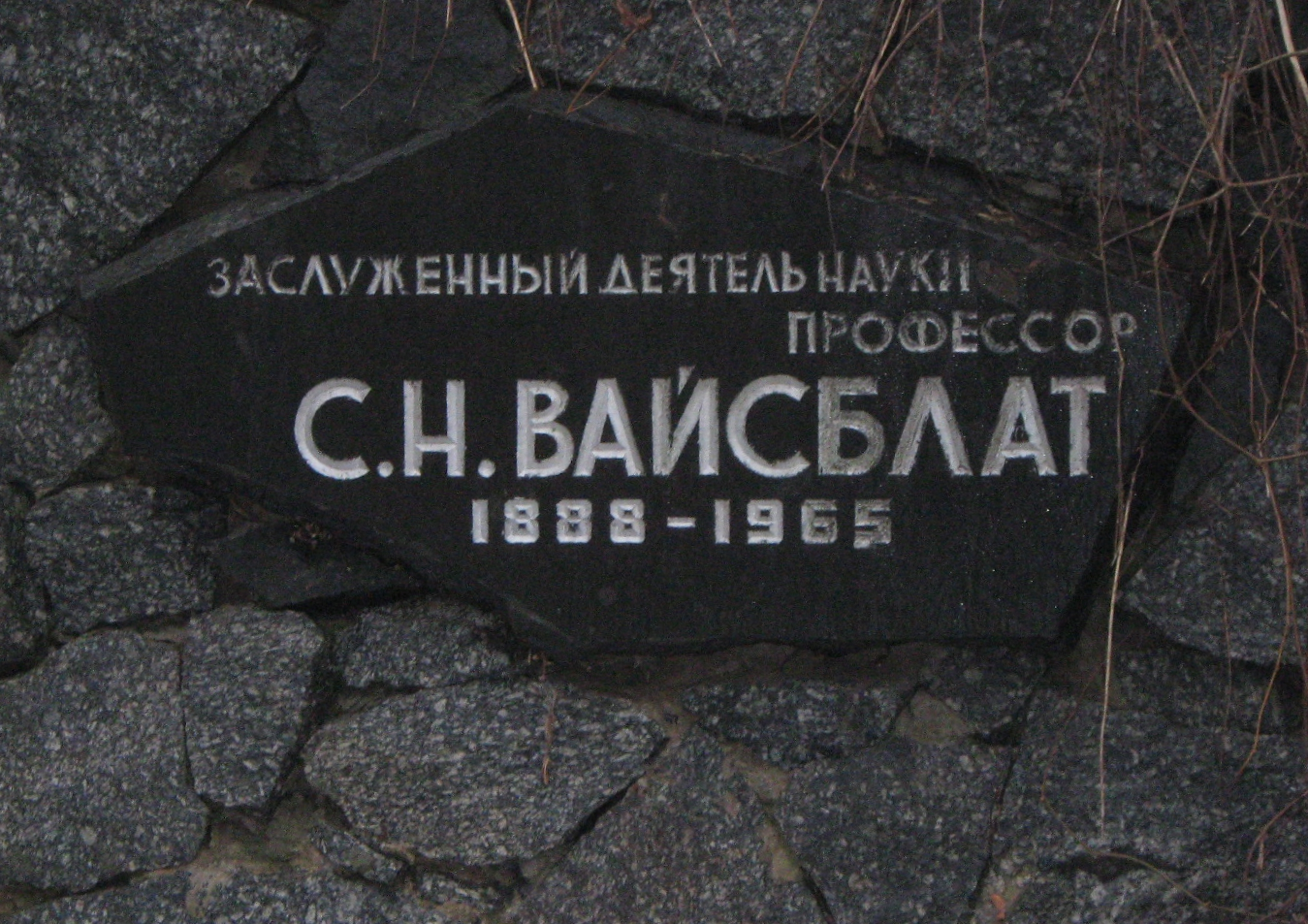
Могила Соломона Вайсблата

Помер 10 червня 1965 року. Похований в Києві на Байковому кладовищі.

## Наукові досягнення
Уперше в СРСР розробив раціональні методи знеболювання в стоматології та вивчав проблеми лікування ротового сепсису.
Автор понад 120 наукових робіт, у тому числі 4 монографій. Наукові праці присвячено питанням одонтогенних остеомієлітів, щелепно-лицьових травм і стоматологічної онкології.

## Родина
Батько Наум Яковлевич (Нухим Янкелевич) — малинський рабин, у 1902 році став головним рабином Києва. Брати — мистецтвознавець та перекладач професор Володимир Вайсблат та художник Йосип Вайсблат. Одна із сестер Лія стала дружиною українського перекладача Євгена Дроб'язка та матір'ю інженера-будівельника, кандидата технічних наук, дослідника історичної топографії Бабиного Яру Лева Дроб'язка. Дружина Геня — з польських євреїв, які втекли колись з Польщі. Дві дочки — Любов і Берта, обидві теж стали медиками. Старша дочка Любов Соломонівна Когосова — доктор медичних наук, працювала в Українському НДІ фтизіатрії та пульмонології імені академіка Ф. Г. Яновського